# Тиалата, Нимайя
Нимайя Стэнли Тиалата (англ. Neemia Stanley Tialata, родился 15 июля 1982 года в Ваинуиомата) — новозеландский регбист, выступавший на позиции столба.

## Биография
Родился в Лоуэр-Хатт, третий из четырёх детей в семье (помимо него, были три сестры). В возрасте одного года перебрался на Американское Самоа. Отец — преподобный Пелема Тиалата, мать — Сиопутаси, оба были верующими Конгрегационалистской христианской церкви Американского Самоа и посещали богословское училище Канана Фоу. Отец скончался после года службы в церкви в Порируа, через четыре года умерла и мать. Позже дети жили у тёти Нуулопы вместе с её пятью детьми, двоюродными братьями и сёстрами Нимайи, которых он стал называть родными. Вне поля считался человеком с музыкальным талантом.
Нимайя учился в Веллингтонском колледже, где и начал играть в регби, однако в состав школьной команды и разных юниорских сборных Новой Зеландии почти не попадал, вследствие чего по регбийным меркам на высший уровень вышел довольно поздно. Карьеру начинал в клубе «Питоун», в 2003 году дебютировал за команду Веллингтона в Национальном чемпионате провинций, а в 2004 году стал игроком «Харрикейнз» в чемпионате Супер Регби.
5 ноября 2005 года Тиалата дебютировал в матче против Уэльса во время турне новозеландцев по Великобритании, сыграв ещё против Англии и Шотландии (выходил на замену оба раза). В 2007 году играл на Кубке мира во Франции, где, однако, новозеландцы не снискали успехов: сыграл во всех матчах группового этапа, а в четвертьфинале против Франции на поле не вышел, хотя был в заявке.
Со временем Тиалата стал проигрывать конкуренцию в сборной Тони Вудкоку, братьям Фрэнкам, Джону Афоа и Уайатту Крокетту. Это привело к тому, что из-за плохой формы его не взяли на Кубок трёх наций. Всего он сыграл 43 тест-матча и один неофициальный матч, выйдя в 20 матчах на замену, и не попал в заявку на домашний чемпионат мира. Всего в Супер Регби, чемпионате провинций и сборной сыграл 219 матчей (в том числе 101 игру за «Харрикейнз»).
Позже Тиалата уехал за границу, где выступал во Франции за «Байонну», «Тулузу» и «Нарбонну», играя традиционно на позиции левого столба.

## Стиль игры
Благодаря своему росту 187 см и весу 135 кг Тиалата стал одним из самых рослых и тяжёлых игроков «Олл Блэкс», что было вполне полезным в схватках во время матчей сборной. Играл на позиции левого столба в первой линии нападения, хотя обладал навыками игры и правого столба, что помогло ему стать важнейшим членом новозеландской схватки и участником многих осенних турне. В 2007 году наравне с Карлом Хэйманом, Грегом Сомервиллем и Тони Вудкоком играл в первой линии «Олл Блэкс» на Кубке мира.